# Pazzi-kapel

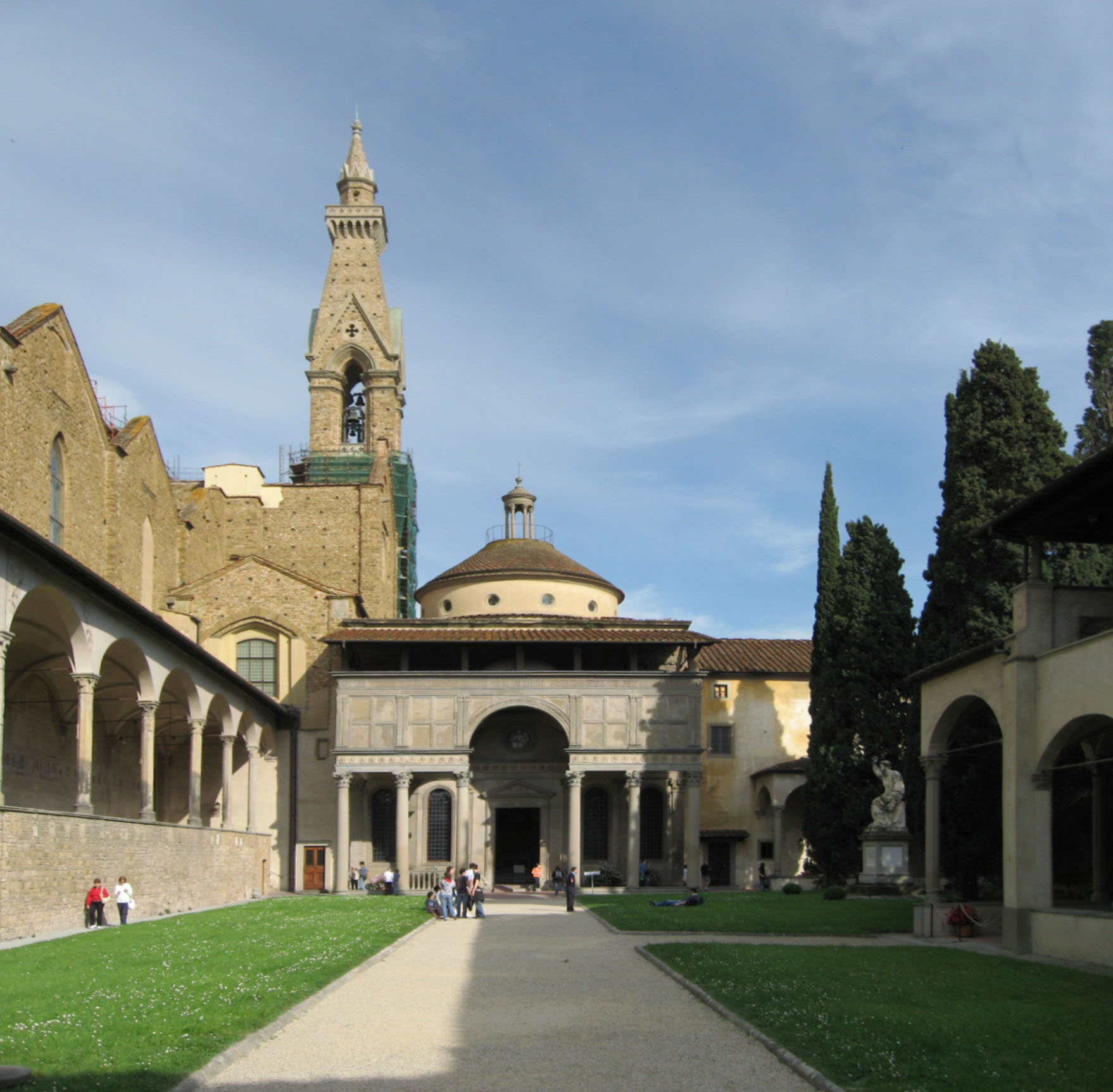
Pazzi Chapel vanuit de kloostertuin

De Pazzi-kapel, in de kloostertuin van de Basilica Santa Croce in Florence, wordt beschouwd als een van de meesterwerken van de renaissancestijl. Het geheel is dusdanig volmaakt dat het voldoet aan de definitie die Alberti aan Vitrivius ontleende: "harmonie en overeenstemming van alle delen, op dusdanige wijze bereikt dat men niets kan toevoegen of wegnemen zonder dat dit een verandering ten slechte betekent".
Andrea Pazzi was het hoofd van een voornaam geslacht van rijke handelaren en bankiers in Florence. 
Vaak wordt gedacht dat dit een project is van Filippo Brunelleschi zelf, maar dat is waarschijnlijk niet zo. De architect is onbekend, maar het mist de pure zuiverheid van Brunelleschi. Het toont wel duidelijk zijn invloeden (qua materialen en qua geleding van ruimtes).

## Architectuur
Brunelleschi, die acht jaar eerder met het ontwerp van de 'oude sacristie' in de San Lorenzo was begonnen, zag zijn kans schoon om nog een gebouw te ontwerpen volgens het toppunt van schoonheid en evenwichtigheid in die tijd: de centraalbouw. Evenals de sacristie van de San Lorenzo was het uitgangspunt: een vierkant met een koepel, waaraan hier 2 zijtraveeën en een tongewelf zijn toegevoegd.
Zoals typisch is voor renaissancekerken is de Pazzi-kapel opgebouwd uit eenvoudige geometrische vormen: kubussen, halve kubussen en bollen. De hele constructie is wiskundig bepaald en dat resulteert in een bijzonder sobere maar sublieme eenvoud. Hieraan valt een metafysische betekenis te koppelen: het goddelijke weerspiegelt zich in het evenwicht en de harmonie die in de kerk terug te vinden zijn.

## Binnenruimte
Tegen de wit gepleisterde wanden heeft Brunelleschi accenten aangebracht in 'pierra serena' (grijze zandsteen) in de vorm van pilasters, omlijstingen, friezen en bogen; zo worden de vormen aan de buitenkant in het interieur herhaald en versterkt.
De architect, Brunelleschi, besteedde veel aandacht aan lichtinval. De vestibule tempert het licht en via de lantaarn en de oculi stroomt het licht volop binnen.
De enige objecten, die kleur geven in deze ruimte, zijn de emailgeglazuurde medaillons van terracotta in de vorm van een tondo gemaakt door Luca della Robbia. Op de muren zijn de 12 apostelen afgebeeld en in de pendentieven de 4 evangelisten; hiervoor schijnt Luca della Robbia de ontwerpen van Brunelleschi zelf te hebben gebruikt.